# Askiz (stedelijke plaats)
Askiz (Russisch: Аскиз) is een nederzetting met stedelijk karakter in de Russische autonome deelrepubliek Chakassië en het bestuurlijk centrum van het gelijknamige gemeentelijke district Askizski. De plaats ligt op 92 kilometer ten zuidwesten van Abakan aan de oosteroever van de gelijknamige rivier (zijrivier van de Abakan). 

## Geschiedenis
De plaats ontstond in 1771, toen er een houten kerk werd gebouwd aan de monding van de Askizrivier. Tot de Russische Revolutie woonden er vooral Sagaj (een subgroep van de Chakassen). Aanvankelijk was de plaats een centrum waar de nomadische Sagais af en toe kwamen, maar nadat de doema van de Sagajsteppe werd opgezet in 1823, die vanaf 1853 vergaderde in Askiz. De Doema was verantwoordelijk voor 10 Turkse stammen; de Sagaj (Сагайский), Beltyr (Бельтырский), Kazanov (Казановский), Kyzyl (Кызыльский), Kiej (Кийский), Blizjne (Ближне) en Dalne-Kargin (Дальне-Каргинский), Kivin (Кивинский), Karatsjer (Карачерский) en Izoesjer (Изушерский), die in 1859 in totaal 11.720 mensen telden. In dat jaar woonden er 221 mensen in Askiz, verspreid over 40 woningen. Er werd een brug over de Abakan gebouwd en de houten kerk werd vervangen door een stenen variant. Askiz werd het bestuurlijk centrum van het gebied en vanaf 1869 ook het culturele centrum. In 1876 werden in Askiz op 1 dag 3.003 mensen gedoopt in de rivier. Deze gebeurtenis vond plaats doordat de orthodoxen de Chakassische taal niet kenden en ook niet wilden leren en daarom alle mensen tegelijkertijd lieten dopen. Alle mannen werden tot 'Vladimir' gedoopt en alle vrouwen tot 'Maria'. De status van 'christen' zorgde ervoor dat de Chakassen de status van "inorodtsy" konden kwijtraken en daardoor van de gehate jasak met al zijn uitwassen af waren. De lokale bevolking hield zich in die tijd vooral bezig met veehouderij (het houden van paarden, hoornvee en schapen), het delven van goud en de jacht.  
Tijdens de Tweede Wereldoorlog werden vanuit het district Askizski 4382 mensen naar het front gestuurd, waarvan 2482 nooit terugkeerden.

## Geboren
- Jelena Naimoesjina (1964–2017), turnster